# Ainoa mooreana
Ainoa mooreana är en lavart som först beskrevs av Carroll, och fick sitt nu gällande namn av Lumbsch & I. Schmitt. Enligt Catalogue of Life ingår Ainoa mooreana i släktet Ainoa,  och familjen Baeomycetaceae, men enligt Dyntaxa är tillhörigheten istället släktet Ainoa,  och familjen Agyriaceae. Arten är reproducerande i Sverige. Inga underarter finns listade i Catalogue of Life.